# اولتیمیکر
اولتیمیکر (انگلیسی: Ultimaker) شرکت فناوری اطلاعات هلندی است، که در سال ۲۰۱۱ تأسیس شد.